# سوپرنچرال (فصل ۱)
فصل یکم از سریال سوپرنچرال (به انگلیسی: Season one of Supernatural)، نخستین فصل از سریال تلویزیونی آمریکایی ایجاد شده توسط اریک کریپک، و اولین پخش آن در ۱۳ سپتامبر ۲۰۰۵ آغاز و در ۴ مهٔ ۲۰۰۶ با ۲۲ قسمت به‌پایان رسید. داستان این فصل، بر روی دو شخصیت سم و دین وینچستر متمرکز شده‌است، که به جستجو برای یافتن پدر خود، جان و شیطانی که مادرشان و دوست دختر سم را کشته، می‌پردازند. در طول سفر، آن‌ها از کتاب راهنمای پدر خود برای ادامه کار خانوادگی -نجات مردم و شکار موجودات فراطبیعی- استفاده می‌کنند. جنسن اکلس و جرد پادالکی به ترتیب در نقش دینو سم وینچستر، با جفری دین مورگان در نقش پدرشان جان وینچستر و نیکی آیکوکس در نقش مگ مسترز به ایفای نقش می‌پردازند. این فصل از سریال، تنها فصلی است که تمام قسمت‌هایش در شبکهٔ دابلیو بی اجرا و پخش شده‌است. شانزده قسمت نخست این فصل در ساعت ۹ شب سه‌شنبه‌ها در دابلیو بی پخش می‌شد، پس از آن به پنج‌شنبه‌ها ساعتش تغییر یافت. این فصل به‌طور کلی بیش از ۳٬۸ میلیون بینندهٔ آمریکایی داشت.

## قسمت‌ها
آن‌چه در زیر می‌خوانید، نگاهی گذرا به مهم‌ترین حوادث رخ داده شده در قسمت‌های سریال است. بدیهی است بسیاری از جزئیات و اتفاقات ریز و جذابیت‌های هنری و صحنه‌های هیجان انگیز فیلم در مقاله زیر آورده نشده‌اند.
| شماره قسمت در سریال | شماره قسمت در فصل | عنوان (نام)     | کارگردان          | نویسنده                                                           | تاریخ پخش اصلی  | کد تولید | میانگین بیننده در آمریکا (میلیون) |
| --- | ----------------- | --------------- | ----------------- | ----------------------------------------------------------------- | --------------- | -------- | --------------------------------- |
| ۱ | ۱                 | «آغاز (پایلوت)» | دیوید ناتر        | اریک کریپک                                                        | ۱۳ سپتامبر ۲۰۰۵ | 475285   | ۵٫۶۹                              |
| در قسمت اول ابتدا صحنه مرگ مادر دین (جنسن اکلس) و سم (جرد پادالکی)، مری وینچستر (سامانتا اسمیت) در سال ۱۹۸۳ دیده می‌شود به طوری که مری در سقف شیرخوارگاه سم آتش می‌گیرد اما بقیه اعضای خانواده زنده می‌مانند. سپس بیست و دو سال بعد نمایش داده می‌شود که سم با دوست دخترش، جسیکا (آدریان پالیکی) خود در حال جشن گرفتن هالووین است. اما درشب، دین سر زده به خانه وی آمده و به وی می‌گوید که پدرشان در شکار بوده و چند روزی بازنگشته است. سم جسیکا را رها کرده و به وی قول می‌دهد تا دوشنبه بازگردد. آنها به دنبال پدر خود، جان وینچستر (جفری دین مورگان) می‌روند و در طی راه با روح زن در سفیدی (سارا شاهی) مواجه می‌شوند که کسانی را که وی را سوار می‌کنند می‌کشد. آنها این روح را به خانه‌اش باز می‌گردانند. جایی که فرزندانش را کشته بود (و بعد از آن خودکشی کرده‌بود) و سم به خانه باز می‌گردد و صدای دوش حمام می‌آید سم نیز روی تخت دراز می‌کشد تا استراحت کند اما خون روی صورتش می‌ریزد و جسیکا را روی سقف و در حال آتش‌گرفتن می‌بیند و بعد از آن سم مصمم به کشتن شیطانی می‌شود که مادر و جسیکا را کشته‌است و آنها به دنبال پدرشان می‌روند. |                   |                 |                   |                                                                   |                 |          |                                   |
| ۲ | ۲                 | «وندیگو»        | دیوید ناتر        | داستان: ران میلباور و تری هیوز بوردون نمایش تلویزیونی: اریک کریپک | ۲۰ سپتامبر ۲۰۰۵ | 2T6901   | ۵٫۰۱                              |
| در قسمت دوم ابتدا سه پسر در یک جنگل گم می‌شوند و خواهر یکی از گم‌شده‌ها به دنبال وی می‌رود و دین و سم چون می‌دانند گم‌شدن‌ها کار یک موجود جسمانی ولی فراطبیعی است همراه خواهر آنها می‌روند و سپس متوجه می‌شوند که هیولای آنها وندیگوست، موجودی که تفنگ بر آن بی‌اثر است، سرعت بالایی دارد و هر بیست‌سال چند نفر را شکار می‌کند، انبار می‌کند تا زنده بماند و باید وی را آتش زد تا کشته شود. دین و خواهر توسط وندیگو دزدیده می‌شوند و سم آنها را همراه با برادر نجات می‌دهد و بعد از آن با تفنگ آتش‌زنه دین وندیگو را می‌کشد. |                   |                 |                   |                                                                   |                 |          |                                   |
| ۳ | ۳                 | «مرده در آب»    | کیم منرز          | سرا گمبل و راله تاکر                                              | ۲۷ سپتامبر ۲۰۰۵ | 2T6903   | ۵٫۰۱                              |
| این قسمت ابتدا با ناپدید شدن دختری که شناگر ماهری است در دریاچه‌ای آغاز می‌شود و سپس برادر دختر در سنیک ظرف‌شویی غرق می‌شود چندی پیش نیز برادر آنها در دریاچه غرق شده بود ولی پسرش زنده مانده‌بود اما پسرش به علت شوک قادر به تکلم نبود سم و دین از پسر می‌خواهند تا چیزی را که دیده تصویر کند و پسر نقاشی به آنها می‌دهد که تصویر یک خانه است و سم و دین متوجه می‌شوند که این خانه متعلق به پسری بوده‌است که چند سال پیش به طور ناگهانی غیب شده‌است پس نتیجه‌گیری می‌شود که روح این پسر بچه مشغول کشتن فرزندان کسانی است که وی را کشته‌اند و پدر این چند فرزند نیز در دریاچه غرق می‌شوند و آنها می‌خواهند شهر را ترک کنند با توجه به این که قضیه تمام شده‌است اما مادر پسرک در وان حمام غرق می‌شود اما با تلاش دین و سم زنده می‌ماند پس آنها نتیجه می‌گیرند که همدست قاتل، پدر دختر است که کلانتر نیز هست. در صحنه پایانی کلانتر خودش را به دریاچه می‌سپارد تا نوه‌اش زنده بماند و چنین می‌شود. |                   |                 |                   |                                                                   |                 |          |                                   |
| ۴ | ۴                 | «مسافر خیالی»   | رابرت سینگر       | ریچارد هتم                                                        | ۴ اکتبر ۲۰۰۵    | 2T6904   | ۵٫۴۰                              |
| این قسمت با سقوط یک هواپیما شروع می‌شود در حالی که در آن نشان داده می‌شود یک مرد با چشمانی سیاه در اضطراری هواپیما را در هوا باز کرده است در ۴۰ دقیقه‌ای کار خودش را می‌کند. سپس سم و دین درحالی که در تلاش برای پیدا کردن پدرشان هنوز هستند با تماس یک دوست قدیمی به صحنهٔ جرم می‌روند. در آخر می‌فهمند که موضوع تمامی قتل‌ها در پایه همان بازماندگان هواپیماست و با موضوعی جدی روبه رو می‌شوند که ادامه کار را به خطر می‌اندازد، سپس به هواپیما می‌روند و در لحظهٔ آخر شیطان را از کاپیتان دور میکنند و هواپیما می‌شوند. در حالی که سم آشفته از حرف‌هایی است که شیطان در لحظهٔ آخر گفته، خبرهایی درمورد چگونگی قتل جسیکا. |                   |                 |                   |                                                                   |                 |          |                                   |
| ۵ | ۵                 | «بلادی مری»     | پیتر الیس         | داستان: ران میلباور و تری هیوز بوردون نمایش تلویزیونی: اریک کریپک | ۱۱ اکتبر ۲۰۰۵   | 2T6905   | ۵٫۵۰                              |
| این قسمت درحالی شروع می‌شود که با احضار شدن بلادی مری پدر خانه به قتل می‌رسد در حالی که چشمانش در حدقه ترکیده است. سپس درحالی که سم کابوس‌هایی از مرگ جسیکا دارد از خواب می‌پرد، دین خر کار دیگری را به او می‌دهد و به سمت کیس مورد نظر راه می‌افتند، بلادی مری با توجه به اینکه کسی را که احضارش کرده نکشته است بذر شک را در افکار برادران می‌اندازد و سپس می‌فهمند در واقع بلادی مری روح انتقام جو زنی است که در آنیه گیر کرده و سم برای گیر انداختن او داوطلب می‌شود در حالی که این باور را دارد که او باعث مرگ جسیکا است. بلادی مری در آخر از آنیه بیرون می‌آید و در حالی که در انعکاس خودش غرق شده است به فنا می‌رود و دین می‌فهمد که سم چیزهایی را از او پنهان کرده است. چیزهایی بسیار مهم. |                   |                 |                   |                                                                   |                 |          |                                   |
| ۶ | ۶                 | «پوست»          | رابرت دانکن مک‌نیل | جان شیبان                                                         | ۱۸ اکتبر ۲۰۰۵   | 2T6906   | ۵٫۰۰                              |
| دوست دانشگاهی سم، زک به جرم قتل دوست دخترش دستگیر می‌شود. خواهر زک، بکی بیان می‌کند زک در زمان قتل با او بوده. ولی فیلم‌های امنیتی او را در صحنه جرم نشان می‌دهند. معلوم می‌شود مقصر اصلی یک شیپ شیفتر (تغییر شکل دهنده) است. شیپ شیفتر سم و دین را می‌گیرد و به شکل دین قصد کشتن بکی را می‌کند. برادرها فرار می‌کنند و به پلیس زنگ می‌زنند. بکی نجات می‌یابد اما پلیس فکر می‌کند دین مقصر بوده. بعداً دین به دنبال مخفی گاه شیپ شیفتر می‌رود. سم هم پیش بکی می‌رود. اما معلوم می‌شود او شیپ شیفتر است. سم را بیهوش می‌کند و به شکل دین در می‌آید. دین واقعی، بکی واقعی را دست و پا بسته می‌یابد. سپس با شیپ شیفتر مقابله کرده و او را می‌کشد.(در حالیکه در شکل دین بوده) |                   |                 |                   |                                                                   |                 |          |                                   |
| ۷ | ۷                 | «مرد چنگکی»     | دیوید جکسون       | جان شیبان                                                         | ۲۵ اکتبر ۲۰۰۵   | 2T6902   | ۵٫۰۸                              |
| سم و دین سراغ مرگ وحشیانه یک دانشجو می‌روند. دوست دختر قربانی، لوری می‌گوید که حمله کننده نامرئی بوده. حمله‌های بیشتری رخ می‌دهد و به نظر می‌آید همه قربانی‌ها به لوری مربوط می‌شوند. برادرها می‌فهمند قاتل مرد چنگکی است. او روح انتقامجویی جیکوب کارنز است. واعظی که در ۱۸۶۲، ۱۳ فاحشه را بوسیله چنگکی در دستش کشت. دین قبرش را یافته و استخوان‌هایش را می‌سوزاند ولی فایده‌ای ندارد. برای توقفش باید چنگکش را نابود کنند. چنگک ذوب شده و به شی نامعلومی در کلیسا تبدیل شده. برای اطمینان همه اشیای نقره‌ای را می‌سوزانند ولی او متوقف نمی‌شود. لوری و برادرها با مرد چنگکی مواجه می‌شوند. در حال جنگ، سم می‌فهمد گردن بند صلیب لوری - توسط پدر کشیشش به او داده شده- از نقره ساخته شده. با سوزاندن آن روح هم ناپدید می‌شود. |                   |                 |                   |                                                                   |                 |          |                                   |
| ۸ | ۸                 | «حشرات»         | کیم منرز          | راکل نیو و بیل کواکلی                                             | ۸ نوامبر ۲۰۰۵   | 2T6907   | ۴٫۴۷                              |
| یک کارگر خانه‌های جدید در چاه فاضلاب می میردو در دقایقی مغزش حل می‌شود. برادرها می‌فهمند مرگ‌های مربوط به حشرات بیشتری هم در شهر اتفاق می‌افتد. بعد از تحقیق، معلوم می‌شود قبیله بومیان امریکا قبلاً در این منطقه زندگی می کرده‌اند ولی همگی توسط سواره نظام‌ها به قتل می‌رسند. پس رئس قبیله نفرینی روی سرزمین می‌گذارد و می‌میرد. سم و دین متوجه می‌شوند که نفرین همان شب به اوج خود می‌رسد. پس سعی می‌کنند به خانواده‌های آنجا درباره هجوم حشرات هشدار دهند. آنها آن شب موفق به مقابله با حشرات می‌شوند و زنده می‌مانند و صبح حشرات می‌روند. آن محل موقتاً بسته می‌شود تا اینکه پسرها قبر آن بومی امریکایی را بیابند. |                   |                 |                   |                                                                   |                 |          |                                   |
| ۹ | ۹                 | «خانه»          | کن گیروتی         | اریک کریپک                                                        | ۱۵ نوامبر ۲۰۰۵  | 2T6908   | ۴٫۲۱                              |
| سم کابوس می‌بیند که به یک خانواده در خانه کودکیشان توسط موجودی ماورایی حمله می‌شود. پس به زادگاهشان می‌روند تا تحقیق کنند. انجا از دوست ذهن خوان پدرشان، میسوری موزلی، کمک می‌گیرند تا خانه را از ارواح پاک کنند. میسوری ادعا می‌کند خانه را پاک کرده ولی سم باور نمی‌کند. پس به مراقبت از خانه می‌پردازند. . وقتی روح برمیگردد، کابوس سم به واقعیت می‌پیوندد. برادرها به خانه هجوم می برنند تا خانواده را نجات دهند ولی خودشان توسط روح مادرشان نجات می‌یابند. او خودش را برای توقف روح بد، فدا می‌کند. بدون اطلاع برادرها، پدرشان در خانه میسوری است. اگرچه خواهان دیدار بچه‌هایش است اما می‌گوید قبل آن باید از حقیقتی آگاه شود. |                   |                 |                   |                                                                   |                 |          |                                   |
| ۱۰ | ۱۰                | «تیمارستان»     | گای بی            | ریچارد هاتم                                                       | ۲۲ نوامبر ۲۰۰۵  | 2T6909   | ۵٫۳۸                              |
| سم و دین با توصیه پدرشان به سراغ تیمارستان روح زده روزولت می‌روند. در این تیمارستان در سال ۱۹۶۴، بیماران شورش کردند. یکی از قربانی‌های این شورش، رئیس تیمارستان بوده. ارواح آنجا بیشتر از حمله تمایل به برقراری ارتباط دارند. این باعث می‌شود برادرها بفهمند که رئیس تیمارستان آزمایش‌های ظالمانه‌ای روی بیماران انجام می داده. تا بتواند نظریه خود خشم زیاد را آزمایش کند. روح رئیس با سم مواجه می‌شود و باعث می‌شود سم سلامت عقلیش را از دست دهد و تلاش کند برادرش را بکشد. دین جسد رئیس را می‌سوزاند و سم عادی می‌شود. |                   |                 |                   |                                                                   |                 |          |                                   |
| ۱۱ | ۱۱                | «مترسک»         | کیم منرز          | داستان: پاتریک سین سمیت نمایش تلویزیونی: جان شیبان                | ۱۰ ژانویه ۲۰۰۶  | 2T6911   | ۴٫۲۳                              |
| جان به برادرها پیامی می‌فرستد تا درباره ناپدید شدن زوجی تحقیق کنند. سم می‌گوید بیشتر تمایل به یافتن پدرشان دارد و با عصبانیت از دین جدا می‌شود. سم در راه با دختری بنام مگ مسترز ملاقات می‌کند. اما دین به تحقیق می‌پردازد و یک زوج مسافر را از مترسکی نجات می‌دهد. دین درباره این موجود به سم زنگ می‌زند. معلوم می‌شود یک ونیر در قالب مترسک احضار شده تا در مقابل قربانی‌های سالانه، از شهر حفاظت کند. یک درخت مخوف در شهر هم قدرت به او می‌دهد. بعد از فرار این زوج، مردم شهر دین و امیلی (دختری که با عمه و عمویش زندگی می‌کند) را برای قربانی کردن انتخاب می‌کنند. در هر حال، سم برمیگردد و آنها را نجات می‌دهد و مترسک هم سراغ عمه و عموی امیلی می‌رود. روز بعد، امیلی و برادرها درخت مخوف را می‌سوزانند و شهر را ترک می‌کنند. در این زمان، مگ گلوی یک راننده را می‌برد و با خونش با موجودی نامعلوم که او را پدرش می‌نامد، تماس می‌گیرد. |                   |                 |                   |                                                                   |                 |          |                                   |
| ۱۲ | ۱۲                | «ایمان»         | الن کروکر         | سرا گمبل و رائله تاکر                                             | ۱۷ ژانویه ۲۰۰۶  | 2T6910   | ۳٫۸۶                              |
| در یک شکار، دین دچار برق گرفتگی می‌شود و قلبش آسیب می‌بیند. دکتر می‌گوید فقط چند هفته زنده است. سم دنبال راهی برای نجاتش می‌گردد و به سراغ واعظی می‌رود که ادعا می‌کند می‌تواند هر بیماری لاعلاج را شفا دهد. در بین جمعیت، دین انتخاب می‌شود و شفا می‌یابد. اما بزودی می‌فهمند که یک معلم هم جنس باز دقیقاً در همان زمان در اثر سکته قلبی مرده. با تحقیقات بیشتر معلوم می‌شود با هر شفا دادنی دقیقاً مرگی یکسان در جایی دیگر اتفاق می‌افتد. برادرها فکر می‌کنند واعظ با جادوی سیاه ریپرها (مسئولین انتقال ارواح) را کنترل می‌کند. او افرادی را شفا می‌دهد و در عوض جان کسانی را فکر می‌کند بدسیرت هستند می‌گیرد. اما معلوم می‌شود همسر واعظ پشت این قضایاست. پس قصد خراب کردن قربانگاه را می‌کنند. در این حین، واعظ شروع به شفا دادن دختری می‌کند و ریپر بدنبال دین می‌افتد. سم قربانگاه را خراب می‌کند و ریپر آزاد می‌شود و جان همسر واعظ را می‌گیرد. |                   |                 |                   |                                                                   |                 |          |                                   |
| ۱۳ | ۱۳                | «جاده ۶۶۶»      | پاول شاپیرو       | براد باکنر و اجنیه روس-لمینگ                                      | ۳۱ ژانویه ۲۰۰۶  | 2T6912   | ۵٫۸۲                              |
| یکی از معشوقه‌های دین بنام کیسی به او زنگ می‌زند تا درباره قتل‌های یکسان (از جمله پدرش) به او کمک کند. همه قتل‌ها به کامیونی مربوط است که گویا راننده ندارد و هیچ ردپایی نمی‌گذارد. برادرها می‌فهمند مادر کیسی-زنی سفید پوست- دوست پسرش (کیروس) را بخاطر پدر افریقایی-امریکایی کیسی ترک کرده بوده. کیروس از روی خشم سعی می‌کند او را بکشد ولی نهایتاً خودش کشته می‌شود. بعد هم بدن کیروس و کامیونش را در مرداب می‌اندازند. درهرحال روح کامیونی ظاهر شده و قصد کشتن دین را می‌کند. در نهایت در تعقیب، دین به سمت زمینی مقدس (قبلاً کلیسا بوده) می‌رود و روح شرور نابود می‌شود. |                   |                 |                   |                                                                   |                 |          |                                   |
| ۱۴ | ۱۴                | «کابوس»         | فیل اسکریچیا      | سرا گمبل و رائله تاکر                                             | ۷ فوریه ۲۰۰۶    | 2T6913   | ۴٫۲۷                              |
| سم کابوسی درباره کشته شدن مردی می‌بیند که قتل شبیه به خودکشی بنظر می‌رسد. آنها با پسر قربانی، مکس، حرف می‌زنند ولی چیزی دستگیرشان نمی‌شود. وقتی عموی مکس هم می‌میرد، سم و دین گمان می‌کنند خانواده نفرین شده است. اما معلوم می‌شود مکس در کودکی به طور منظم از پدر و عمویش کتک می خورده. سم الهامی دیگر دریافت می‌کند که مکس با توانایی‌های ذهنیش مادرخوانده اش را می‌کشد. چون او جلوی آزارهای پدر و عمو را نمی گرفته. برادرها جلوی مکس را می‌گیرند. سم می‌فهمد وقتی مکس نوزاد بوده، مادرش مانند مادر سم مرده. مکس دوباره عصبانی می‌شود و سم را در کمد حبس می‌کند. سم الهامی دیگر می‌گیرد که مکس، دین را می‌کشد. سم با قدرت ذهنی خودش را آزاد می‌کند و مکس را قانع می‌کند آنها را نکشد. نهایتاً مکس خودکشی می‌کند. |                   |                 |                   |                                                                   |                 |          |                                   |
| ۱۵ | ۱۵                | «بندرها»        | پیتر الیس         | جان شیبان                                                         | ۱۴ فوریه ۲۰۰۶   | 2T6914   | ۳٫۹۶                              |
| یک پسر بچه شاهد ناپدید شدن یک مرد است. در حال تحقیق، سم هم دزدیده می‌شود. دین برای یافتن برادرش، تظاهر می‌کند مامور پلیس است و با معاون (کاتلین هوداک) همراه می‌شود. اگرچه بزودی معاون متوجه هویت اصلی دین می‌شود به دین کمک می‌کند. چون برادرش سه سال پیش به همین روش گمشده. با این جود به دین اعتماد نمی‌کند و وقتی خانه دزدها را می‌یابند، دین را به ماشین دستبند می‌زند. بزودی کاتلین دزدیده می‌شود و ی فهمد مقصر یک خانواده است که برای سرگرمی افراد را دزدیده و می‌کشند. دین خودش را آزاد کرده و بدنبال کاتلین می‌رود. ولی او هم دزدیده می‌شود. اما به اندازه کافی حواس خانواده پرت می‌شود و سم کاتلین از قفس‌ها فرار می‌کنند. بعد هر سه، افراد خانواده را می‌گیرند. وقتی کاتلین با پدر خانواده تنها می‌شود، درباره مرگ برادرش می‌شنود و او را می‌کشد. بعداً به برادرها اجازه می‌دهد قبل از آمدن پلیس بروند. |                   |                 |                   |                                                                   |                 |          |                                   |
| ۱۶ | ۱۶                | «سایه»          | کیم منرز          | اریک کریپک                                                        | ۲۸ فوریه ۲۰۰۶   | 2T6915   | ۴٫۲۲                              |
| در حال تحقیق روی مرگ‌های جانوروار، برادرها نمادی خونی می‌یابند. دین می‌فهمد این مربوط به موجودی زرتشتی بنام دیو است. آنها بعداً مگ مسترز را می‌بینند. سم مشکوک می‌شود و با تعقیبش می‌فهمد او پشت این قتل هاست. مگ فاش می‌کند این‌ها همه تله‌ای برای پدرشان بوده. سم و دین سعی می‌کنند دیواها را ضد مگ هدایت کنند. در نهایت او از چندین طبقه به زمین پرتاب می‌شود. وقتی برادرها به متل برمیگردند پدرشان را می‌بینند. ولی مگ برمیگردد و دوباره دیواها را دنبالشان می‌فرستد. سم چراغ‌های زیادی روشن می‌کند تا دیواها دفع شوند و بتوانند فرار کنند. جان دوباره پسرانش را ترک می‌کند چون فکر می‌کند وقتی باهمند آسیب پذیر هستند. |                   |                 |                   |                                                                   |                 |          |                                   |
| ۱۷ | ۱۷                | «خانه جهنمی»    | کریس لانگ         | تری کالاوی                                                        | ۳۰ مارس ۲۰۰۶    | 2T6916   | ۳٫۷۶                              |
| عنوان شوخی، نوجوان‌ها شایعه می‌کنند که یک خانه با روح موردخای موردوچ تسخیر شده. مردی که در سال ۱۹۳۰ شش دخترش را کشت. اما بزودی خانه واقعاً روح زده می‌شود. بردارها برای تحقیق سراغ محقق ماورایی، اد زدمور و هری اسپنگلر می‌روند. سم و دین می‌فهمند منشا موردوچ در سایت‌ها عوض شده. معلوم می‌شود این روح یک تولپا است. که با علامت‌های روحی تبتی که نوجوان‌ها به عنوان شوخی در خانه کشیده‌اند و اعتقاد مردم به وجودش، ایجاد شده. برادرها به اد و هری کلک می‌زنند تا یک قابلیت آسیب پذیر برای موردخای در سایتشان بنویسند. بعداً هم به خانه می‌روند تا روح را بکشند. اما اد و هری به آنجا می‌روند و می‌گویند سرور سایتشان خراب شده. چون تولپا آسیب ناپذیر است، دین مجبور به سوزاندن خانه می‌شود تا موجود نابود شود. |                   |                 |                   |                                                                   |                 |          |                                   |
| ۱۸ | ۱۸                | «چیزی بدجنس»    | ویتنی رانسیک      | دنیل ناف                                                          | ۶ آوریل ۲۰۰۶    | 2T6917   | ۳٫۶۷                              |
| با توصیه پدر، برادرها سراغ پرونده‌ای می‌روند که بچه‌ها دچار کما می‌شوند. بزودی می‌فهمند موجود مقصر، یک جادوگر خون‌آشام بنام اشتریگااست. او از بچه‌ها نیروی زندگی می‌دزدد. دین فاش می‌کند پدرشان قبلاً با چنین موجودی روبرو شده بوده ولی بی پروایی دین باعث شد تا اشتریگا فرار کند. برادرها می‌فهمند پسر صاحب متلشان، قربانی این موجود شده. پس از برادر بزرگ او بعنوان طعمه استفاده می‌کنند تا به اشتریگا کلک بزنند. سم و دین او را می‌کشند و همه بچه‌ها بهبود می‌یابند. |                   |                 |                   |                                                                   |                 |          |                                   |
| ۱۹ | ۱۹                | «منشاء»         | فیل ریکیا         | دیوید اهرمن                                                       | ۱۳ آوریل ۲۰۰۶   | 2T6918   | ۳٫۶۲                              |
| یک زوج به‌طور وحشیانه‌ای در یک خانه قفل شده، کشته می‌شوند. برادرها با دفترچه پدرشان، می‌فهمند چنین اتفاقی یک دهه پیش رخ داده بوده. همه وسایل زوجها، از یک حراجی خریده شده. پس به آنجا می‌روند تا ببینند روحی به اشیا متصل است یا نه. سم از سارا (دختر صاحب حراجی) منشاء تمام اشیا را می‌گیرد. دین می‌فهمد یک نقاشی خانواده مرکنت از سال ۱۹۱۰، به همه قربانی‌ها تعلق داشته. مرکنت تمام خانواده اش و خودش را کشته. معلوم می‌شود نفاشی تسخیر شده است. پس آنرا می‌سوزانند ولی دوباره خودش را تعمیر می‌کند. دین به سراغ جسد مرکنت می‌رود و آنرا می‌سوزاند. ولی وقتی سم و سارا به سراغ نقاشی می‌روند تا بسوزانند، دختر مرکنت از آن بیرون می‌آید. تمام این مدت او قاتل بوده. دین عروسکی قدیمی با موهای دختر بچه در مقبره می‌یابد و می‌سوزاند و روح ناپدید می‌شود. بعداً نقاشی را هم نابود کرده و شهر را ترک می‌کنند. |                   |                 |                   |                                                                   |                 |          |                                   |
| ۲۰ | ۲۰                | «خون مرد مرده»  | تونی وارم‌بی       | کاترین هامفریس و جان شیبان                                        | ۲۰ آوریل ۲۰۰۶   | 2T6919   | ۳٫۹۹                              |
| وقتی گروهی خون‌آشام بدنبال یک شکارچی خون‌آشام‌ها می‌روند، او سعی می‌کند با کلتی قدیمی به آنها حمله کند. ولی قبل از اولین شلیک کشته می‌شود. در آشیانه کیت کلت را به همسرش، لوتر می‌دهد. سم و دین نامه‌ای به آدرس پدرشان می‌یابند. پدرشان برمیگردد و با نامه می‌فهمد که کلت مرموز است و می‌تواند هرچیزی را بکشد. پس می‌توانند از آن برای کشتن ازازل (شیطان مسئول مرگ مادرشان) استفاده کنند. وینچسترها، کیت را می‌گیرند و می‌خواهند آو را در ازای کلت به لوتر دهند. در مذاکره، لوتر به جان و برادرها حمله می‌کند. جان کلت را پس می‌گیرد و به لوتر شلیک می‌کند. |                   |                 |                   |                                                                   |                 |          |                                   |
| ۲۱ | ۲۱                | «رهایی»         | رابرت سینگر       | سرا گمبل و رائله تاکر                                             | ۲۷ آوریل ۲۰۰۶   | 2T6920   | ۳٫۲۶                              |
| مگ دوستان وینچسترها را هدف قرار می‌دهد تا مجبور شوند کلت را به او دهند. جان فاش می‌کند سالهاست بدنبال ازازل می‌گردد. سم الهامی دریافت می‌کند و قربانی بعدی شیطان را شناسایی می‌کند. اما قبل از انجام کاری، مگ دوباره زنگ می‌زند و تهدید می‌کند. جان به ملاقاتش می‌رود ولی کلتی تقلبی به او می‌دهد. مگ می‌فهمد و او را دستگیر می‌کند. در این زمان، سم و دین ازازل را می‌یابند ولی قبل از کشته شدن فرار می‌کند. نهایتاً برادرها از دستگیری پدرشان آگاه می‌شوند. |                   |                 |                   |                                                                   |                 |          |                                   |
| ۲۲ | ۲۲                | «تله شیطان»     | کیم منرز          | اریک کریپک                                                        | ۴ مه ۲۰۰۶       | 2T6921   | ۳٫۹۹                              |
| برادرها برای کمک سراغ دوست خانوادگیشان، بابی سینگر می‌روند. مگ آنها را تعقیب می‌کند ولی در تله شیطان گیر می‌افتد. برادرها می‌دانند جن یری باعث می‌شود مگ واقعی بخاطر جراحاتش بمیرد. اما این کار را می‌کنند. مگ قبل از مرگش سرنخی درباره مکان جان می‌دهد. سم و دین پدرشان را نجات می‌دهند. اما معلوم می‌شود ازازل، جان را تسخیر کرده و به آنها حمله می‌کند. در حال شکنجه دین، جان موقتاً کنترل بدنش را می‌گیرد و از سم می‌خواهد با کلت به او شلیک کند. اما سم به پای پدرش شلیک می‌کند و ازازل فرار می‌کند. در راه بیمارستان، راننده یک کامیون بزرگ تسخیر شده و با آنها تصادف می‌کند. |                   |                 |                   |                                                                   |                 |          |                                   |

## تهیه و تولید

### نویسندگی
عمده فصل اول دربارهٔ جستجوی پدر گمشده سم و دین است. تهیه‌کننده سریال اریک کریپک، داستان را صرفاً "یافتن پذر" خلاصه می‌کند و آن را "ساده" و "احساسی" و "تمیز" می‌داند. چون ده قسمت اول داستان‌هایی مجزا بودند، هدف اصلی فصل از قسمت یازدهم آغاز شد. این قسمت یک شیطان بنام "مگ مسترز" را معرفی می‌کند که به تعبیر تهیه‌کننده اجرایی، کیم منرز، "وجودش نیاز بود."
اگرچه دشمنان وینچسترها معمولاً بر اساس افسانه‌های محلی ساخته می‌شدند، نویسنده‌ها تلاش می‌کردند برای هر قسمت تنیدگی‌هایی از خودشان هم ایجاد کنند. مثلاً کریپک یک افسانه محلی معروف را با یک اسطوره مکزیکی مخلوط کرد تا به روح، تحرک و شخصیت بیشتری دهد.

### فیلمبرداری
اگرچه فیلمبرداری در لوس انجلس انجام می‌شد، بقیه فصل در ونکوور فیلمبرداری شد. ساختمان‌های محلی، بیشتر محل تیراندازی بود. از آنجا که گروه تهیه کنندگان معمولاً صحنه‌ها را برای دیگر سریال‌های تلویزیونی بازیافت می‌کنند، انباری قسمت "سایه" از سریال "Tru calling" برداشته شد. هر قسمت به تم متفاوتی برای اتاق‌های متل نیاز داشت؛ رنگ‌های مختلف، روتختی و پرده‌های متفاوت.

### افکت‌ها
برای ایجاد فضای ماورایی سریال، از افکت‌های دیداری، مخصوص و منظم استفاده شد. گروه باید همه صحنه‌های بیرونی هواپیما را ایجاد می‌کرد. هم چنین قسمت "تیمارستان" یک چالش کامل بود. چون در یک صحنه روح انتقام جو به خاکستر تبدیل می‌شد. آن‌ها بازیگرانی از نیم تنه و دست‌های شخصیت ساختند. سپس باید دنبال مخلوط کاملی می‌گشتند تا آن‌ها را جامد نگه دارد. ولی هر وقت نیاز بود هم متلاشی شود.

## بازخوردها
بعد از پخش چهار قسمت سوپرنچرال در سال ۲۰۰۵، WB تصمیم گرفت سریال را برای ۲۲ قسمت کامل ادامه دهد. طی قسمت‌های اول، سریال مقام سوم را داشت. فصل اول نزدیک به ۳٫۸۱ میلیون نفر در آمریکا بیننده داشت.